# Bozakites natalensis
Bozakites natalensis là một loài tò vò trong họ Ichneumonidae.